# Pully
Pully is een gemeente en plaats in het Zwitserse kanton Vaud en maakt sinds 1 januari 2008 deel uit van het district Lavaux-Oron. Voor 2008 maakte de gemeente deel uit van het district Lausanne.

## Geboren
- Robert Lang (1917-1997), wielrenner
- Luc Recordon (1955), politicus

## Overleden
- Louis Bonjour (1823-1875), advocaat en politicus
- Marius Jaccard (1898-1978), ijshockeyspeler, olympisch deelnemer